# Combretum trichophyllum
Combretum trichophyllum là một loài thực vật có hoa trong họ Trâm bầu. Loài này được Baker mô tả khoa học đầu tiên năm 1890.